# Campeonato Uruguaio de Futebol de 1952
O Campeonato Uruguaio de Futebol de 1952 foi a 21ª edição da era profissional do Campeonato Uruguaio. O torneio consistiu em uma competição com dois turnos, no sistema de todos contra todos. Como Nacional e Peñarol empataram em número de pontos, foi jogada uma partida final para decidir quem venceria o campeonato. O campeão foi o Nacional, que venceu seu maior rival por 4 a 2 e se sagrou campeão uruguaio de 1952.

## Classificação[2]
| Pos | Equipe         | Pts | J  | V  | E | D  | GP | GC | SG  |
| --- | -------------- | --- | -- | -- | - | -- | -- | -- | --- |
| 1°  | Nacional       | 31  | 18 | 15 | 1 | 2  | 59 | 20 | 39  |
| 2°  | Peñarol        | 31  | 18 | 15 | 1 | 2  | 46 | 14 | 32  |
| 3°  | Rampla Juniors | 19  | 18 | 6  | 7 | 5  | 34 | 29 | 5   |
| 4°  | Danubio        | 18  | 18 | 7  | 4 | 7  | 33 | 28 | 5   |
| 5°  | River Plate    | 16  | 18 | 7  | 2 | 9  | 29 | 34 | -5  |
| 6°  | Cerro          | 15  | 18 | 6  | 3 | 9  | 24 | 28 | -4  |
| 7°  | Defensor       | 15  | 18 | 5  | 5 | 8  | 29 | 40 | -11 |
| 8°  | Liverpool      | 13  | 18 | 4  | 5 | 9  | 19 | 42 | -23 |
| 9°  | Central        | 12  | 18 | 4  | 4 | 10 | 29 | 45 | -16 |
| 10° | Sud América    | 10  | 18 | 3  | 4 | 11 | 27 | 49 | -22 |

|  | Classificados à final.       |
|  | Rebaixado à Segunda Divisão. |

Promovido para a próxima temporada: Montevideo Wanderers.

## Final
| {{{data}}} | Nacional                                 | 4 – 2                          | Peñarol                            | Estádio Centenário, Montevidéu                |
|            | Pérez 24' · Enrico 28' 45' · Ambrois 44' | data = 25 de fevereiro de 1953 | Míguez 42' · Santamaría 46' (g.c.) | Público: 30 000 Árbitro: Juan Carlos Armental |

| Campeonato Uruguaio de 1952   |
| ----------------------------- |
| Nacional Campeão (22º título) |